# Игнатьев, Пётр Васильевич
Пётр Васильевич Игнатьев (13 июля 1925, Василевка, Рязанская губерния — 24 сентября 1981, Василевка, Рязанская область) — советский военнослужащий, участник Великой Отечественной войны, полный кавалер ордена Славы, автоматчик 139-го стрелкового полка, младший сержант.

## Биография
Родился 13 июля 1925 года в деревне Василевка (ныне — в Ряжском районе Рязанской области). Окончил 6 классов. Работал трактористом в колхозе «Красный луч».
В Красной Армии с января 1943 года. На фронте в Великую Отечественную войну с мая 1943 года.
Автоматчик 139-го стрелкового полка младший сержант Игнатьев 18 апреля 1944 года при прорыве обороны противника на реке Турья в числе первых ворвался в траншею противника и гранатами подорвал пулемёт с расчётом.
21 сентября 1944 года при форсировании реки Западный Буг был ранен, но продолжал выполнять поставленную задачу.
Приказом командира 41-й стрелковой дивизии от 23 октября 1944 года за мужество, проявленное в боях с врагом, младший сержант Игнатьев награждён орденом Славы 3-й степени.
Воюя в том же боевом составе, младший сержант Игнатьев отличился в ночь на 7 ноября 1944 года. Участвуя в разведывательном поиске в районе населённого пункта Нове, он переправился через Вислу и, ведя наблюдение за позициями противника, установил систему траншей врага, проволочных заграждений, расположение дотов и дзотов, пулемётных точек, миномётной и артиллерийской батарей. Незаметно подполз к блиндажу противника, забросал его гранатами, поразил несколько противников, а одного захватил в плен.
Приказом по 13-й армии от 17 декабря 1944 года младший сержант Игнатьев награждён орденом Славы 2-й степени.
При форсировании реки Одер Игнатьев установил расположение нескольких огневых точек, гранатами уничтожил вражеский миномёт. Ворвавшись в числе первых в город Лебус в уличных боях уничтожил вражеский пулемёт и несколько противников. В боях за город Шторков 22 апреля 1945 года Игнатьев одним из первых врывался в дома, превращенные врагом в опорные пункты обороны, ликвидировал пулемёт с расчётом и двенадцать солдат противника.
Указом Президиума Верховного Совета СССР от 15 мая 1946 года за мужество, отвагу и героизм, младший сержант Игнатьев Пётр Васильевич награждён орденом Славы 1-й степени.
В 1949 году старшина Игнатьев демобилизован. Жил в родной деревне, работал на конно-племенной станции. Умер 24 сентября 1981 года.

## Награды
- орден Славы 1-й (15.5.1946), 2-й (17.12.1944) и 3-й (23.10.1944) степени,
- медали, в том числе:
  - «За взятие Берлина» (09.06.1945)
  - «За освобождение Варшавы» (15.05.1946)
  - «За победу над Германией».